# Lonchopria rufitorax
Lonchopria rufitorax är en biart som beskrevs av Ruiz 1944. Lonchopria rufitorax ingår i släktet Lonchopria och familjen korttungebin. Inga underarter finns listade i Catalogue of Life.